# Kem dâu
Kem dâu tây là một hương vị của kem làm từ dâu tây hoặc hương dâu tây. Nó được làm bằng cách trộn trong dâu tây tươi hoặc hương vị dâu tây với trứng, kem, vani và đường được sử dụng để làm kem. Hầu hết kem dâu có màu hồng hoặc đỏ nhạt. Kem dâu có từ ít nhất là từ năm 1813, khi nó được phục vụ tại lễ khánh thành lần thứ hai của James Madison. Cùng với kem vani và sô cô la, dâu tây là một trong ba hương vị trong kem Neapolitan. Biến thể của kem dâu tây bao gồm kem dâu pho mát và kem dâu gợn sóng, đó là kem vani với một dải mứt dâu hoặc xi-rô. Vài bánh sandwich kem được chuẩn bị theo phong cách Neapolitan, bao gồm kem dâu tây.

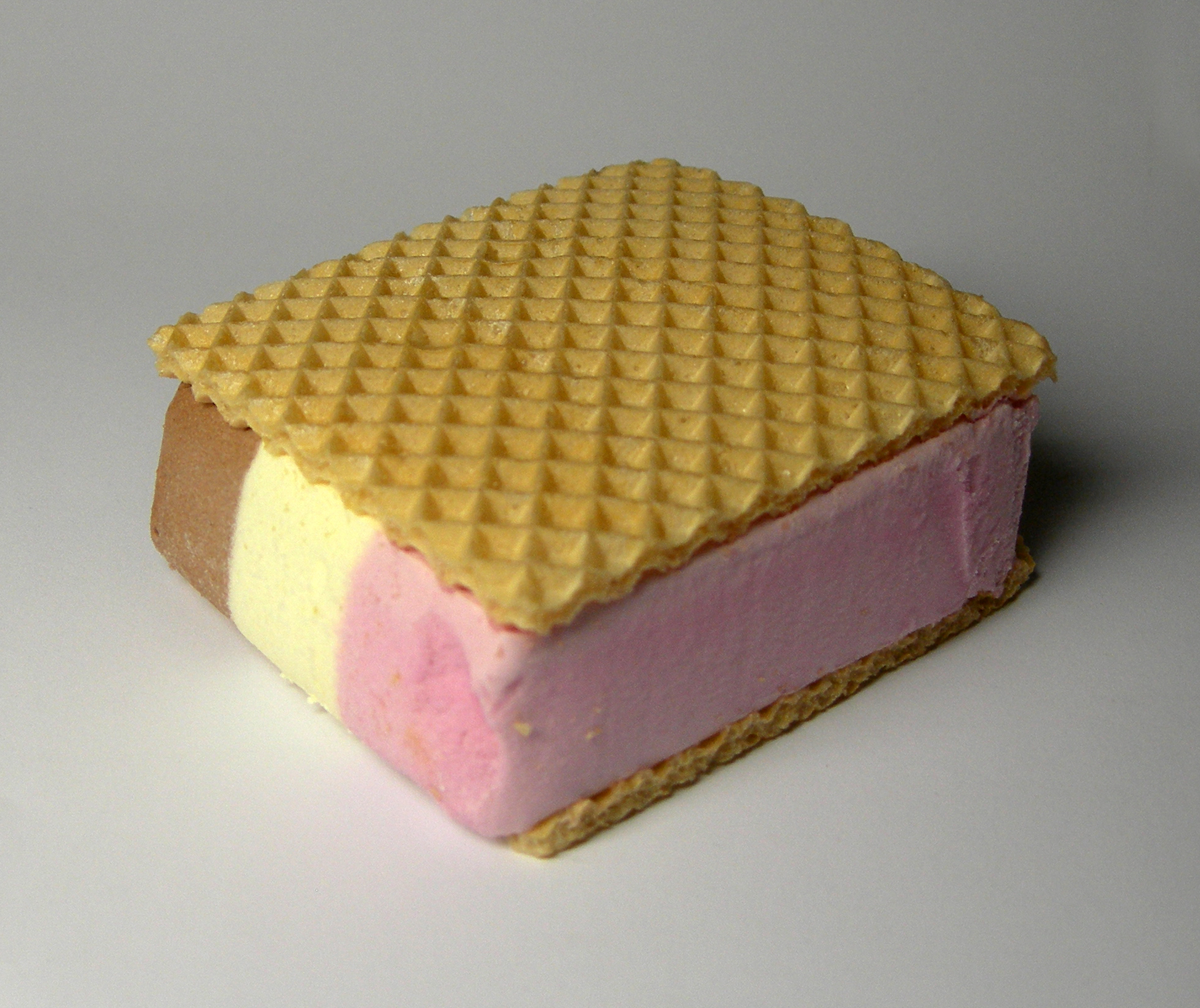
Một sandwich kem Neapolitan